# Elymniopsis ugandae
Elymniopsis ugandae är en fjärilsart som beskrevs av Karl Grünberg 1908. Elymniopsis ugandae ingår i släktet Elymniopsis och familjen praktfjärilar. Inga underarter finns listade i Catalogue of Life.